# 레 장종
레 장종(베트남어: Lê Trang Tông / 黎莊宗, 1515년 ~ 1548년 3월 9일(음력 1월 29일))은 대월 후 레 왕조의 제12대 황제(재위: 1533년 ~ 1548년)이다. 성명은 레닌(베트남어: Lê Ninh / 黎寧 여녕), 또는 레뚜언(베트남어: Lê Tuân / 黎㫬 여순)이다. 묘호는 장종(베트남어: Trang Tông / 莊宗), 시호는 유황제(베트남어: Dụ Hoàng đế / 裕皇帝)이다.

## 생애
장종은 소종의 아들로 추정된다.
16세기 초, 레 위목제와 레 양익제가 장수들에게 폐립되고 쩐까오가 반란을 일으키는 등 혼란이 지속되자 황권이 약화되었다. 이 과정에서 막당중이 공로를 세워 정권을 장악하였고, 소종과 공황을 차례로 살해한 뒤 1527년에 제위를 찬탈하여 막 왕조를 건립하였다.
장종은 도망하여 남쪽 지방에 숨었지만, 당시 후 레 왕조에 충성하던 대신들이 여전히 많았고 이들이 막 왕조에 반기를 들었다. 이때 청화우위전전장군(淸化右衛殿前將軍)이자 안청후(安淸侯)인 응우옌낌이 애뢰(哀牢)로 도망하여 잠주(岑州, 청화(淸化) 진만부(鎭蠻府)에 속함)의 땅에 거주하던 도중 사람을 시켜 후 레 왕조의 자손을 찾도록 하였다.
1532년, 응우옌낌은 장종을 영접하여 애뢰에 이르렀다.
1533년, 장종은 황제로 옹립되어 후 레 왕조를 중흥하였다. 비록 왕조가 중흥되었다지만 실제로는 장종은 아무 권력이 없었으며, 응우옌낌의 괴뢰에 불과하였다. 응우옌낌의 군사적 지지 아래서 후려조는 타인호아를 수복하였고, 이어 병사를 일으켜 막 왕조를 북벌하였다.
1545년, 응우옌낌이 죽자 그 사위인 찐끼엠이 정사를 오로지하였다. 풍칵코안(馮克寬), 르엉흐우카인(梁有慶) 등 신하들의 보좌 하에 후려조는 타인호아 이남의 지구를 모두 점령하였고, 산남(山南)을 경계로 하여 막 왕조와 병립하니, 역사에선 이를 남북조 시대라고 한다.
1548년, 장종이 죽고 아들인 중종이 뒤를 이었다.

## 가계

### 조부모와 부모
- 조부 : 명종철황제(Minh Tông Triết Hoàng đế/明宗哲皇帝) 레숭(Lê Sùng/黎漴/여충)
- 조모 : 단목황태후(Đoan Mục hoàng thái hậu/端穆皇太后) 찐 티 로안(Trịnh Thị Loan/鄭氏鸞/정씨란)
- 부친 : 소종신황제(Chiêu Tông Thần Hoàng Đế/昭宗神皇帝) 레이(Lê Y/黎椅/여의)
- 모친 : 가경황태후(Gia Khánh Hoàng Thái hậu／嘉慶皇太后) 팜 티 응옥꾸아인(Phạm Thị Ngọc Quỳnh／范氏玉瓊/범씨옥경)

### 후비
- 정숙황태후(Trinh Thụch Hoàng Thái hậu/貞淑皇太后) 레 티 응옥똥(Lê Thị Ngọc Tông/黎氏玉琮/여씨옥종)

### 황자
1. 황태자(皇太子) 레후옌(Lê Huyên/黎暄/여훤) - 제13대 황제 중종(中宗).

## 기년
| 장종        | 원년            | 2년        | 3년        | 4년        | 5년        | 6년        | 7년        | 8년        | 9년        | 10년       |
| ----------- | --------------- | ---------- | ---------- | ---------- | ---------- | ---------- | ---------- | ---------- | ---------- | ---------- |
| 서력 (西曆) | 1533년          | 1534년     | 1535년     | 1536년     | 1537년     | 1538년     | 1539년     | 1540년     | 1541년     | 1542년     |
| 간지 (干支) | 계사(癸巳)      | 갑오(甲午) | 을미(乙未) | 병신(丙申) | 정유(丁酉) | 무술(戊戌) | 기해(己亥) | 경자(庚子) | 신축(辛丑) | 임인(壬寅) |
| 연호 (年號) | 원화(元和) 원년 | 2년        | 3년        | 4년        | 5년        | 6년        | 7년        | 8년        | 9년        | 10년       |
| 장종        | 11년            | 12년       | 13년       | 14년       | 15년       | 16년       |            |            |            |            |
| 서력 (西曆) | 1543년          | 1544년     | 1545년     | 1546년     | 1547년     | 1548년     |            |            |            |            |
| 간지 (干支) | 계유(癸卯)      | 갑진(甲辰) | 을사(乙巳) | 병오(丙午) | 정미(丁未) | 무신(戊申) |            |            |            |            |
| 연호 (年號) | 11년            | 12년       | 13년       | 14년       | 15년       | 16년       |            |            |            |            |